# Lilla Lottsjön
Lilla Lottsjön är en sjö i Flens kommun i Södermanland och ingår i Nyköpingsåns huvudavrinningsområde.